# Napsugár (televíziós sorozat, 2022)
A Napsugár (eredeti cím: Bir Küçük Gün Işığı) 2022 és 2023 között vetített török sorozat. A főszereplők: Seray Kaya, akit az Egy csodálatos asszonyban láthattunk korábban, és Berk Oktay, ő pedig a Tiltott gyümölcsben szerepelt.
Törökországban 2022. szeptember 5-től 2023 június 5-ig sugározta az ATV. Magyarországon 2024. február 15-től 2024. augusztus 5-ig sugározta a Duna TV.

## Cselekmény
A széria Elif (Seray Kaya) egy rendezvényszervező történetét meséli el, aki boldog házasságban él Hakannal (Yiğit Yapıcı). A nő élete egy pillanat alatt omlik össze, mikor férje halálával, szembesül annak hátrahagyott titkaival. Elif nem csak ezekre a kérdésekre keresi a választ, hanem a sors furcsa fintoraként, neki kell gondoskodnia Güneşről (Azra Aksu), Hakan házasságán kívül született kislányáról.
A történetet tovább bonyolítja, amikor Elif útját keresztezi egy gazdag üzletember, Fırat (Berk Oktay), ki évekkel ezelőtt eltünt húgát, Dilát, keresi...

## Szereplők
| Színész           | Szereplő      | Magyar hang       |
| ----------------- | ------------- | ----------------- |
| Seray Kaya        | Elif Kara     | Kelemen Kata      |
| Berk Oktay        | Fırat Ayaz    | Mészáros András   |
| Esra Dermancıoğlu | Ümran Ayaz    | Kiss Erika        |
| Tuğçe Açıkgöz     | Dila Ayaz     | Nemes Takách Kata |
| Şeyma Korkmaz     | Sude Yildirim | Pap Kati          |
| Azra Aksu         | Güneş Kara    | Schmidt Regina    |
| Yılmaz Bayraktar  | Yılmaz Gökert | Geri Tamás        |
| Güneş Hayat       | Mehveş        | Téglás Judit      |
| Eda Özerkan       | Feraye        | Nádorfi Krisztina |
| Beran Kotan       | Alper Duymaz  | Kékesi Gábor      |
| Gizem Ünsal       | Fulya Bilgin  | Nagy Katica       |
| Yiğit Yapıcı      | Hakan Kara    | Markovics Tamás   |
| Cansu Senem       | Zerrin Yalman |                   |
| Nail Kırmızıgül   | Cemil Ayaz    | Varga T. József   |
| Melis Gürhan      | Yasemin       | Bittner Anett     |
| Tuna Arman        | Lamia         |                   |
| Altan Erkekli     | Eşref Duymaz  | Szabó Endre       |
| Armağan Oğuz      | Sinan         | Seder Gábor       |
| Yıldız Kültür     | Ayten         | Halász Aranka     |

### Magyar változat
- Szinkronrendező: Martin Adél
- Gyártásvezető: Miklós Kíra
- Produkciós vezető: Pitka Irén

A szinkront az MTVA megbízásából a Masterfilm Digital Kft. készítette.

## Évados áttekintés
| Évad | Évad | Epizódok | Epizódok | Eredeti sugárzás    | Eredeti sugárzás | Magyar sugárzás   | Magyar sugárzás    |
| Évad | Évad | Török    | Magyar   | Évadbemutató        | Évadzáró         | Évadbemutató      | Évadzáró           |
| ---- | ---- | -------- | -------- | ------------------- | ---------------- | ----------------- | ------------------ |
|      | 1.   | 36       | 117      | 2022. szeptember 5. | 2023. június 5.  | 2024. február 15. | 2024. augusztus 5. |

## Díjak
| Év   | Díj                    | Kategória              | Jelölt    | Eredmény | Forrás            |
| ---- | ---------------------- | ---------------------- | --------- | -------- | ----------------- |
| 2022 | 48. Arany Pillangó díj | Legjobb gyerek színész | Azra Aksu | Elnyerte | [ 5 ] [ 6 ] [ 7 ] |
| 2023 | 49. Arany Pillangó díj | Legjobb gyerek színész | Azra Aksu | Jelölve  | [ 8 ] [ 9 ]       |